# Kit de préférences personnelles

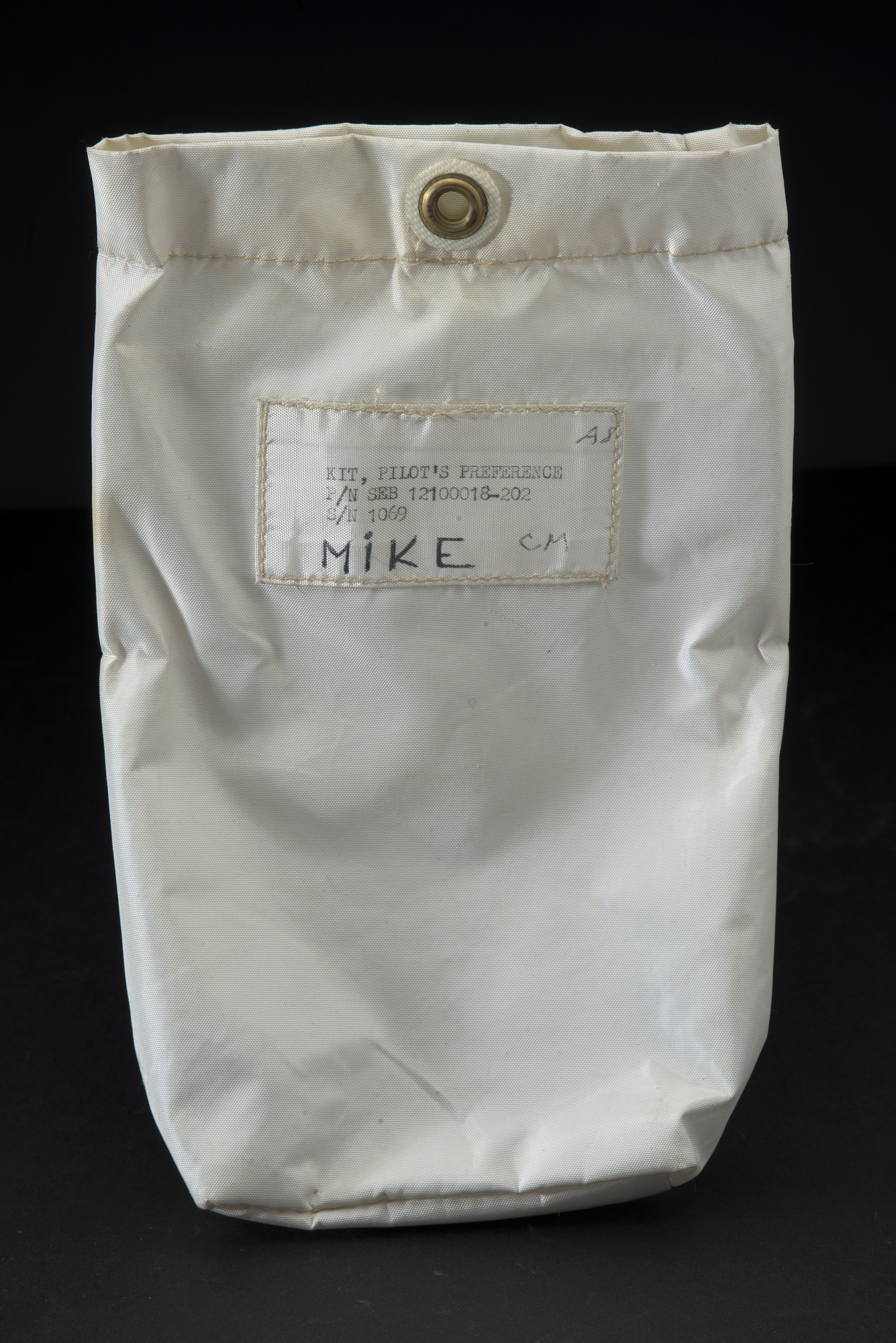
PPK de Michael Collins pour son vol sur Apollo 11.

Le kit de préférences personnelles (Personal preference kit - PPK) est un conteneur utilisé pour transporter les objets personnels et les souvenirs des astronautes lors des vols habités du programme spatial américain. Les articles que les astronautes choisissent de transporter dans l'espace sont approuvés par la direction de la NASA et stockés dans les PPK.
Les astronautes des programmes Gemini et Apollo ont été autorisés à emporter des PPK lors de missions spatiales.

## Objectif et spécifications

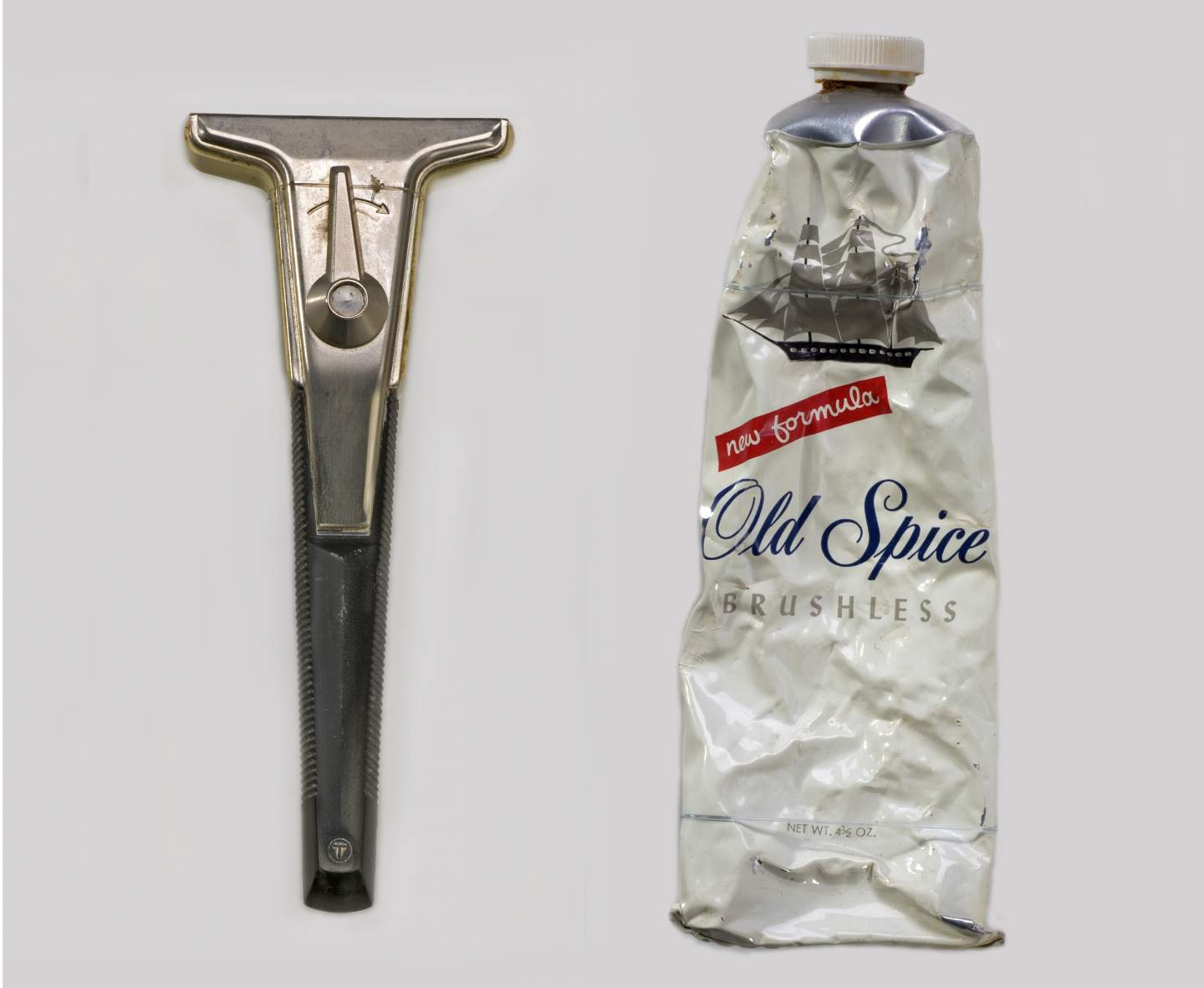
Un rasoir et de la crème à raser, objets personnels utilisés par l'équipage d'Apollo 11.

Les Federal Aviation Regulations (à partir du 1er janvier 2001) ont défini des kits de préférences personnelles avec les spécifications suivantes :

« Un conteneur d'environ 12,82 centimètres x 20,51 centimètres x 5,13 centimètres (5" x 8" x 2"), attribué séparément à chaque personne accompagnant un vol de la navette spatiale pour le transport de souvenirs personnels pendant le vol. »

En outre, les Federal Aviation Regulations (depuis le 1er janvier 2001) limitent le contenu des PPK à un maximum de 20 articles personnels d'un poids total de 0,682 kilogrammes. À partir de 2019, le règlement stipule que les articles personnels pouvant être contenus dans les PPK comprennent les drapeaux, les écussons, les insignes, les médaillons, les graphiques mineurs et les articles similaires de faible valeur commerciale, et que ces articles doivent d'abord être approuvés par la direction de la NASA.
Les astronautes doivent présenter un manifeste énumérant les objets à conserver dans leur PPK, ainsi que la personne qui doit recevoir les articles, soixante jours avant leur date de lancement. Après les missions spatiales, certains objets personnels transportés dans les PPK sont exposés ou remis en récompense aux travailleurs de la navette et aux VIP. L'un de ces objets était la sphère d'aluminium apportée par Frank Borman dans son PPK pendant la mission Apollo 8, qui a ensuite été utilisée pour frapper 200 000 médaillons spatiaux qui ont été distribués à certaines agences de la NASA et à des entrepreneurs impliqués dans le programme de Saturn et donc ayant participé au programme Apollo,.

## Utilisation dans le cadre du programme Gemini
Les astronautes du projet Gemini n'étaient autorisés à emporter des objets personnels que dans un seul PPK, qui était un sac à cordon de nylon de 15 centimètres sur 18. Les limites de poids et le peu d'espace disponible dans le vaisseau spatial Gemini ont limité la quantité d'articles pouvant être transportés dans les PPK.

## Utilisation dans le programme Apollo
Comme les astronautes du programme Gemini, les membres d'équipage des vols spatiaux d'Apollo ont également reçu des PPK dans lesquels ils pouvaient stocker des objets personnels et des souvenirs. Les PPK ont été fabriqués à partir de tissu bêta, un type de tissu ignifuge qui a été ajouté aux combinaisons spatiales Apollo/Skylab A7L et utilisé dans d'autres applications spécialisées.

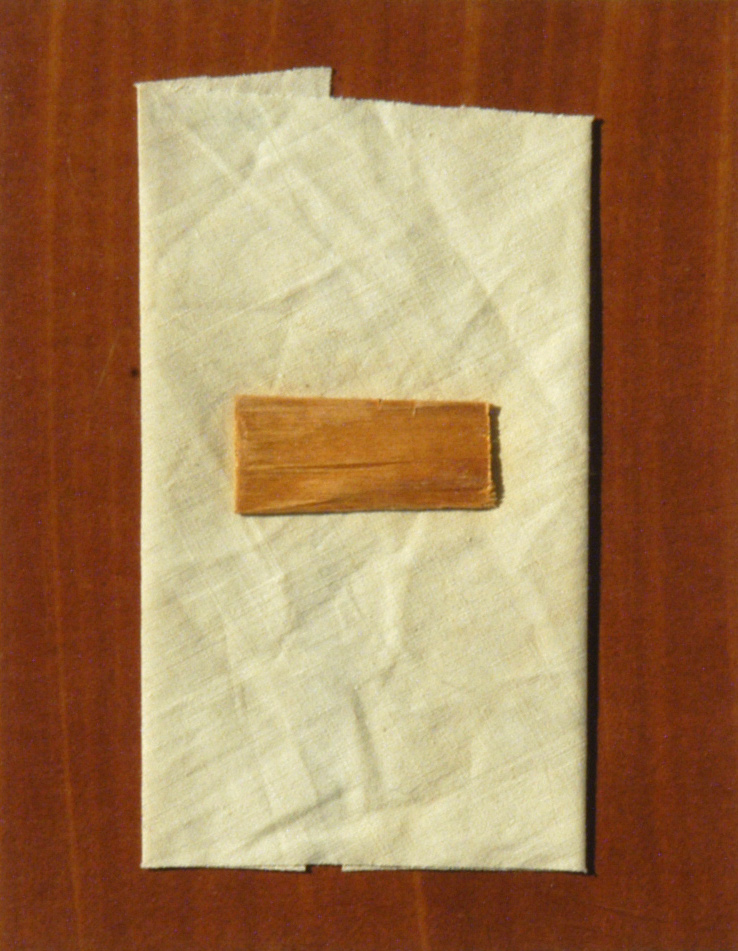
Morceaux de bois et de tissu du Wright Flyer emmené sur la Lune dans le PPK de Neil Armstrong.

Cinq PPK ont été transportés sur Apollo 11 : un pour chacun des trois astronautes sur le module de commande Columbia, et deux sur le module lunaire Eagle. Dans le cadre d'un arrangement spécial avec le musée de l'armée de l'air américaine, Neil Armstrong a emmené du bois provenant de l'hélice et du tissu de l'aile du Wright Flyer dans son PPK à bord du module lunaire, qui ont été emmenés sur la Lune avec Apollo 11,,.
Dans le cadre d'un projet conjoint de la NASA et du service des forêts des États-Unis, environ 400 à 500 graines de sapins de Douglas, de pins sylvestres, de séquoias, de sycomores américains et de gommiers à sucre ont été stockées dans de petits conteneurs dans le PPK de Stuart Roosa pendant la mission Apollo 14. À son retour sur Terre, beaucoup de ces graines ont germé. Leurs semis ont été plantés partout aux États-Unis, au Japon, au Brésil et en Suisse, devenant ainsi connus sous le nom d'« arbres lunaires »,.
Pour la mission Apollo 17, le PPK a été remplacé par le kit de préférence des astronautes (APK).